# Xantipo (ateniense)
Xantipo, filho de Arifro foi o pai de Péricles e de Arifro.
Na época de Pausânias (geógrafo), havia, na acrópole de Atenas, uma estátua de Péricles e outra de Xantipo.
Xantipo foi arconte de Atenas, e comandou a frota grega, junto com Leotíquides II (rei de Esparta), que derrotou os persas na batalha de Mícale.
Péricles era filho de Xantipo com Agariste, filha de Hipócrates, o irmão de Clístenes